# Roca Consag
La Roca Consag è una formazione rocciosa granitica (per la precisione dacitica) che affiora dalle acque della regione settentrionale del Golfo di California, circa 27 km a est nord-est dalla città di San Felipe, nello Stato messicano della Bassa California. L'affioramento si innalza fino a 87 m sopra il livello del mare ed è stato così battezzatto in onore del missionario gesuita Ferdinand Konščak, che prese parte alle prime attività di esplorazione e di missionariato nella penisola di Bassa California.
Le acque attorno a Roca Consag sono spesso luogo di avvistamento di balene e focene e la stessa formazione è luogo di ritrovo di leoni marini. Alla base della formazione, sul lato occidentale, sono presenti le rovine di un vecchio faro abbandonato.